# Kabinet-Hoover
Het kabinet–Hoover was de uitvoerende macht van de Amerikaanse overheid van 4 maart 1929 tot 4 maart 1933. Voormalig minister van Economische Zaken Herbert Hoover uit Californië van de Republikeinse Partij werd de 31e president van de Verenigde Staten na het winnen van de presidentsverkiezingen van 1928 over de kandidaat van de Democratische Partij zittend gouverneur van New York Al Smith. Hoover werd verslagen voor een tweede termijn in 1932 door de Democratische kandidaat, de zittend gouverneur van New York Franklin Delano Roosevelt.
| Nr.               | Functie | Functie                                            | Ambtsbekleder          | Ambtsbekleder                      | Ambtstermijn      | Ambtstermijn     | Partij |
| ----------------- | ------- | -------------------------------------------------- | ---------------------- | ---------------------------------- | ----------------- | ---------------- | ------ |
| 31                |         | President van de Verenigde Staten                  | Herbert Hoover         | Herbert Hoover (1874–1964)         | 4 maart 1929      | 4 maart 1933     | R      |
| 31                |         | Vicepresident van de Verenigde Staten              | Charles Curtis         | Charles Curtis (1860–1936)         | 4 maart 1929      | 4 maart 1933     | R      |
| Kabinet           |         |                                                    |                        |                                    |                   |                  |        |
| Nr.               | Functie | Functie                                            | Ambtsbekleder          | Ambtsbekleder                      | Ambtstermijn      | Ambtstermijn     | Partij |
| 45                |         | Minister van Buitenlandse Zaken                    | Frank Billings Kellogg | Frank Billings Kellogg (1856–1937) | 4 maart 1925      | 28 maart 1929    | R      |
| 46                |         | Minister van Buitenlandse Zaken                    | Henry Stimson          | Henry Stimson (1867–1950)          | 28 maart 1929     | 4 maart 1933     | R      |
| 49                |         | Minister van Financiën                             | Andrew Mellon          | Andrew Mellon (1855–1937)          | 4 maart 1921      | 12 februari 1932 | R      |
| 50                |         | Minister van Financiën                             | Ogden Mills            | Ogden Mills (1884–1937)            | 12 februari 1932  | 4 maart 1933     | R      |
| 50                |         | Minister van Oorlog                                | James Good             | James Good (1866–1929)             | 4 maart 1929      | 18 november 1929 | R      |
| Vacant            |         | Minister van Oorlog                                |                        |                                    |                   |                  |        |
| 51                |         | Minister van Oorlog                                | Patrick Hurley         | Patrick Hurley (1883–1963)         | 4 december 1929   | 4 maart 1933     | R      |
| 44                |         | Minister van de Marine                             | Edwin Denby            | Charles Adams (1866–1954)          | 4 maart 1929      | 4 maart 1933     | R      |
| 54                |         | Minister van Justitie                              | William Mitchell       | William Mitchell (1874–1955)       | 4 maart 1929      | 4 maart 1933     | R      |
| 31                |         | Minister van Binnenlandse Zaken                    | Ray Wilbur             | Ray Wilbur (1875–1949)             | 4 maart 1929      | 4 maart 1933     | R      |
| 10                |         | Minister van Landbouw                              | Arthur Hyde            | Arthur Hyde (1877–1947)            | 4 maart 1929      | 4 maart 1933     | R      |
| 5                 |         | Minister van Economische Zaken                     | Robert Lamont          | Robert Lamont (1867–1948)          | 4 maart 1929      | 8 augustus 1932  | R      |
| 6                 |         | Minister van Economische Zaken                     | Roy Chapin             | Roy Chapin (1880–1936)             | 8 augustus 1932   | 4 maart 1933     | R      |
| 2                 |         | Minister van Arbeid                                | Jim Davis              | Jim Davis (1873–1947)              | 4 maart 1921      | 3 november 1930  | R      |
| Vacant            |         | Minister van Arbeid                                |                        |                                    |                   |                  |        |
| 3                 |         | Minister van Arbeid                                | William Doak           | William Doak (1882–1933)           | 9 december 1930   | 4 maart 1933     | R      |
| 52                |         | Minister van Posterijen                            | Walter Brown           | Walter Brown (1869–1961)           | 4 maart 1929      | 4 maart 1933     | R      |
| Executive Office  |         |                                                    |                        |                                    |                   |                  |        |
| Nr.               | Functie | Functie                                            | Ambtsbekleder          | Ambtsbekleder                      | Ambtstermijn      | Ambtstermijn     | Partij |
| 1                 |         | Secretaris                                         | George Akerson         | George Akerson (1889–1937)         | 4 maart 1929      | 16 maart 1931    | R      |
| 2                 |         | Secretaris                                         | Ted Joslin             | Ted Joslin (1890–1944)             | 16 maart 1931     | 4 maart 1933     | R      |
| 2                 |         | Directeur van het Bureau voor Management en Budget | Herbert Lord           | Herbert Lord (1859–1930)           | 1 juli 1922       | 31 mei 1929      | R      |
| Vacant            |         | Directeur van het Bureau voor Management en Budget |                        |                                    |                   |                  |        |
| 3                 |         | Directeur van het Bureau voor Management en Budget |                        | Clawson Roop (1888–1972)           | 15 augustus 1929  | 4 maart 1933     | R      |
| Economisch Beleid |         |                                                    |                        |                                    |                   |                  |        |
| Nr.               | Functie | Functie                                            | Ambtsbekleder          | Ambtsbekleder                      | Ambtstermijn      | Ambtstermijn     | Partij |
| 4                 |         | Voorzitter van het Federal Reserve System          | Roy Young              | Roy Young (1882–1960)              | 4 oktober 1927    | 31 augustus 1930 | R      |
| Vacant            |         | Voorzitter van het Federal Reserve System          |                        |                                    |                   |                  |        |
| 5                 |         | Voorzitter van het Federal Reserve System          | Eugene Meyer           | Eugene Meyer (1875–1959)           | 16 september 1930 | 10 mei 1933      | R      |